# 狂 (KLUE)
『狂 (KLUE)』は日本のロックバンド・GEZANの5thフルアルバム。2020年1月29日に十三月より発売された。

## 概要
2018年の『Silence Will Speak』以来のアルバムリリースとなる今作は、エンジニアに内田直之を招いて制作された。録音はRed Bull Studios Tokyo、ミキシングは自身のスタジオ・makisato labで行われ、ジャケットには2019年度木村伊兵衛写真賞を受賞した写真家・岩根愛の写真が使用されている。

## 構成と音楽性
本作は、ミニマルなアンサンブルを支柱として全編を100BPMでほぼシームレスに繋いだ構成となっており、「クラブにおける忘我のリズム、ダンスによって得られる自由の感覚」がロックとして表現されている。

## 評価と批評
- 音楽ライターの天野龍太郎は、「誇大なアジテーションによって集団を煽動するのではない。ガス抜きのような現実逃避のファンタジーに聞き手を誘い込むのでもない。現実に向き合った、逡巡を含んだ言葉と歌という手がかりを手渡すことで、一人ひとりを孤独に思考させようとする、新しい時代の新しいレベルミュージック。」と評した[9]。

## 収録曲
| #         | タイトル            | 作詞  | 作曲・編曲 | 時間 |
| --------- | ------------------- | ----- | ---------- | ---- |
| 1.        | 「狂」              |       |            | 4:16 |
| 2.        | 「EXTACY」          |       |            | 3:40 |
| 3.        | 「replicant」       |       |            | 1:22 |
| 4.        | 「Human Rebellion」 |       |            | 0:12 |
| 5.        | 「AGEHA」           |       |            | 2:09 |
| 6.        | 「Soul Material」   |       |            | 3:43 |
| 7.        | 「訓告」            |       |            | 5:28 |
| 8.        | 「Tired Of Love」   |       |            | 0:48 |
| 9.        | 「赤曜日」          |       |            | 4:38 |
| 10.       | 「Free Refugees」   |       |            | 3:31 |
| 11.       | 「東京」            |       |            | 6:14 |
| 12.       | 「Playground」      |       |            | 0:43 |
| 13.       | 「I」               |       |            | 6:13 |
| 合計時間: | 合計時間:           | 43:02 |            |      |